# Eurocidade Chaves-Verin

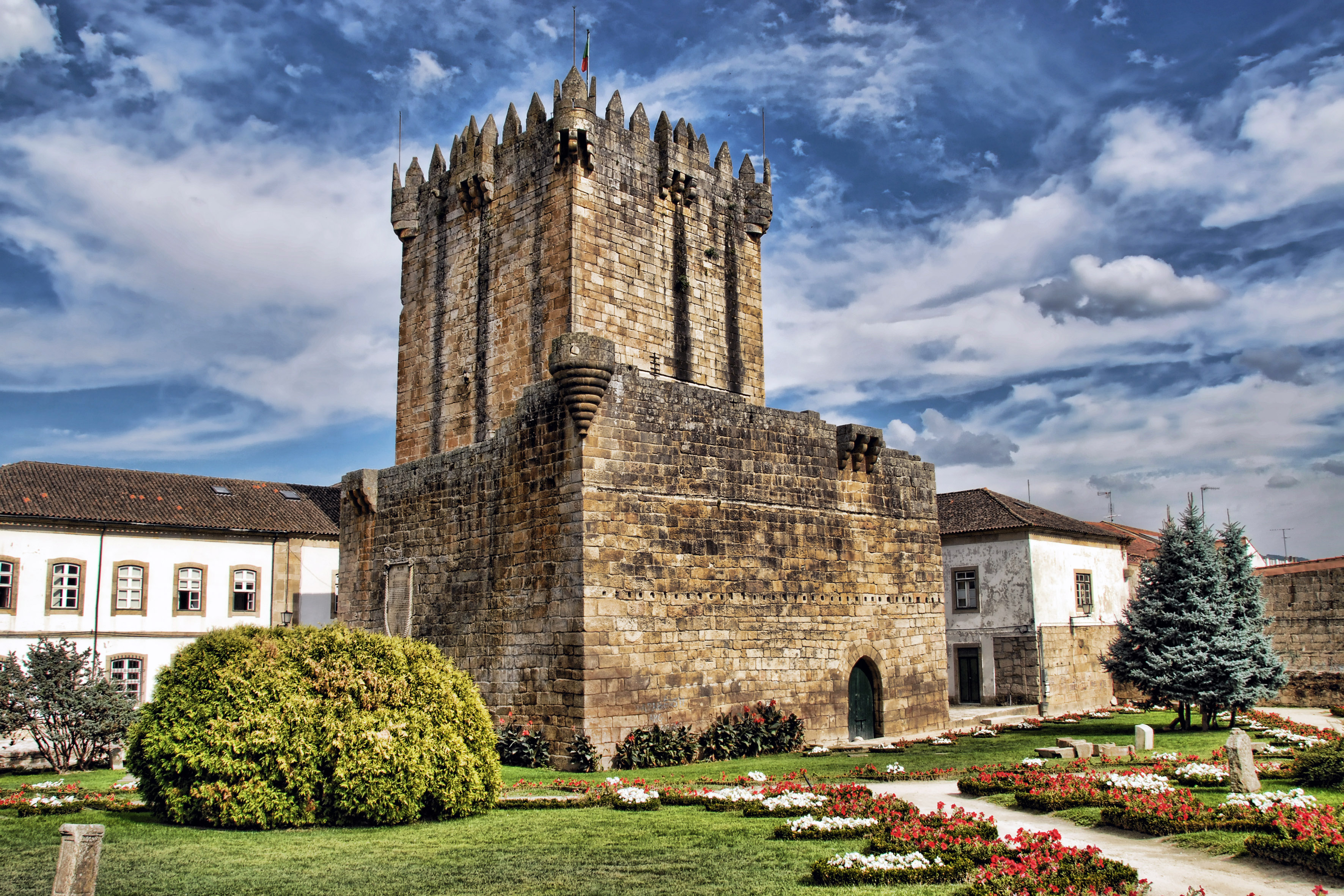
Castelo de Chaves

A Eurocidade Chaves-Verín, AECT (Agrupamentos Europeus de Cooperação Transfronteiriça), é composta pelo Município de Chaves (cerca de 41 mil habitantes), Norte de Portugal, e o Município de Verin (cerca de 14 mil habitantes) no sudesde da comunidade autónoma da Galiza. A Eurocidade tem por objetivo a promoção da cooperação territorial europeia e fortalecer social e economicamente a região, atuando em áreas como a agricultura, turismo ou ordenamento de território, fomentando a eurocidadania e o desenvolvimento de ambas as comunidades.

## Desenvolvimento do Projeto
As duas regiões apresentam relações históricas que datam antes da criação do Reino de Portugal (ambas as localidades remontam ao Império Romano). Acrescentando a isto, Chaves e Verim, têm ambas uma vontade política por parte das administrações para levar em frente a iniciativa e também a condição de ponto de acesso ao interior das regiões europeias Galiza-Norte de Portugal.

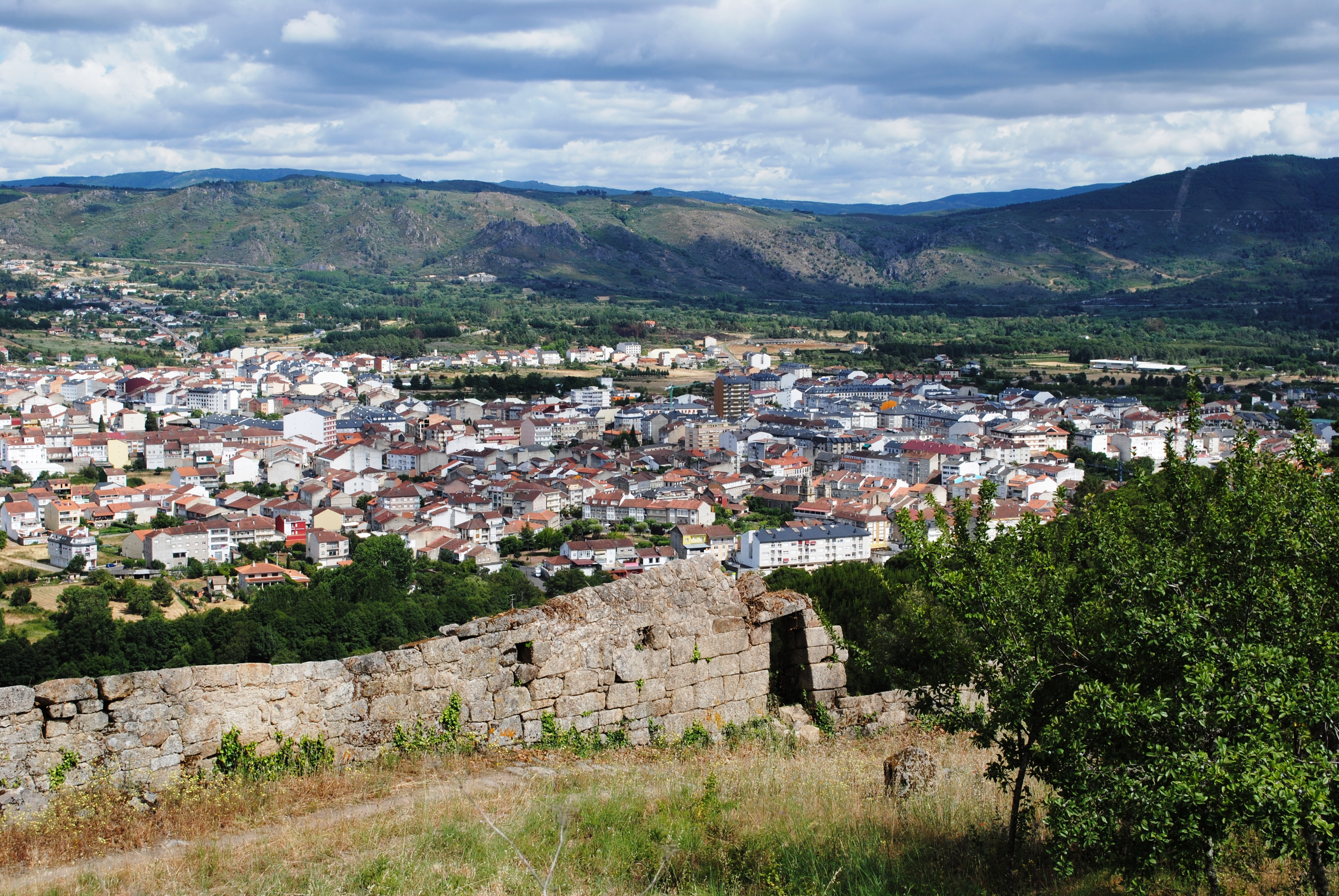
Verín

Em 1991, com a consolidação na constituição da Comunidade de Trabalho Galicia-Norte de Portugal (CTG-NP), a intenção de criar uma cooperação entre Chaves e Verim foi já apresentada. Em 1992, foi criado o Eixo Atlântico do Noroeste Peninsular, que declara os perfis institucionais e operacionais da denominada Eurorregião da Galiza-Norte de Portugal. 
Apenas anos mais tarde, com a entrada de Verim para o Eixo Atlântico, em julho de 2007, é que o projecto arranca e em setembro do mesmo ano é formado o grupo responsável pelo desenvolvimento da iniciativa. A 18 de dezembro de 2007, no município de Chaves, a Eurocidade é oficialmente apresentada e em Janeiro de 2008 inicia-se a criação de uma agenda comum que descreva a identidade da Eurocidade. Como tal, a organização procurou trabalhar junto dos cidadãos e representantes de ambas as regiões.

## O Projeto

### Objetivos
A cooperação entre os dois municípios já existia, mas com a oficialização da Eurocidade Chaves-Verim, AECT, esta cooperação institucionalizou-se, a fim de estabelecer novas relações entre pessoas, instituições e pequenos negócios, promovendo, assim, o desenvolvimento das cidades, a nível cultural, económico, social e institucional. Deste modo, o projecto europeu apresenta-se com os seguintes objetivos: 
- Elaborar, desenhar, apresentar, coordenar, dirigir e executar os programas e projetos de cooperação territorial cofinanciados pela Comunidade, em particular a cargo do Fundo Europeu de Desenvolvimento Regional, do Fundo Social Europeu e/ou do Fundo de Coesão;
- Elaborar, desenhar, apresentar, coordenar, dirigir e executar os programas, projetos e as ações específicas de cooperação territorial entre seus membros e sempre dentro do quadro do objetivo de reforçar a coesão económica e social, com o sem contribuição financeira da Comunidade.
- Realizar obras públicas, a gestão comum de equipamentos e a exploração de serviços de interesse geral que se instituam como consequência do seu funcionamento, seja diretamente pelos seus próprios meios, seja com recurso aos meios colocados à disposição pelos membros do AECT, seja inclusive por meio da sua locação e contratação.

- Implementação de um corredor verde de qualidade ao longo do rio Tâmega, através da criação de equipamentos de lazer e desporto e valorização do património cultural existente;
- Planeamento e gestão conjunta dos recursos humanos e materiais na prevenção de riscos e atuação conjunta em situações de emergência ou catástrofe;
- Elaboração de um plano de marketing e de desenvolvimento do turismo, destinado a converter a Eurocidade num destino turístico de excelência;
- Criação de um Centro de Formação Turístico-Termal e de Investigação da Água, para o desenvolvimento de uma formação de qualidade, da investigação e da promoção da Eurocidade como destino de saúde e bem-estar;
- Criação, recuperação, sinalização e edição de material promocional de roteiros turísticos transfronteiriços;
- Elaboração de um plano integrado de feiras especializadas comuns, visando promover os recursos endógenos existentes;
- Criação de serviços de apoio ao comércio local e ao desenvolvimento dos centros comerciais abertos nos centros históricos das duas cidades;
- Criação de uma bolsa de emprego da Eurocidade;
- Implementação de uma linha de transporte público entre os principais polos urbanos da Eurocidade;
- Organização de uma oferta de serviços públicos municipais, através da ampliação do cartão do eurocidadão, principal instrumento de divulgação dos benefícios de uma convivência conjunta;
- Organização anual de atividades extraescolares e de intercâmbios escolares, visando a formação para a eurocidadania das futuras gerações;
- Elaboração de um programa anual de eventos culturais conjuntos e criação de uma Escola de Artes e Letras da Eurocidade;
- Organização conjunta de grandes eventos desportivos, através do aproveitamento das instalações existentes;
- Elaboração de uma proposta de atuação conjunta no setor da saúde, através da análise da situação atual das infraestruturas e serviços de saúde.[2]

### Atividades
De forma a aumentar a visibilidade da região e estimular o turismo, com o objectivo de tornar a Eurocidade num destino turístico por excelência, têm sido realizadas várias atividades destinadas aos mais variados grupos sociais e etários. Destas, podem destacar-se as seguintes:
- Jornadas Técnicas das Eurocidades Ibéricas

- Passeio de Observação de Aves pelo Tâmega

- Ação de Formação Agricultura e Ambiente no Vale do Tâmega

- Curso para Animadores e Trabalhadores de Juventude
- Maratona BTT Rota do Presunto

- Fórum Juvenil Transfronteiriço

- Ação de Formação Erasmus+

- Dia Mundial do Ambiente

- Encontro de Jogos Tradicionais

- Workshop Musical de Juventude "Música Para Todos"

- XIX Passeio Raiano de Vilarelho da Raia - Rota dos Pobos Promiscuos

- VIII Caminhada Eurocidade Chaves-Verín "Rota dos Santuários"

- Innovatur - Workshop de Inovação Turística

- Formação Gratuita para Obtenção do Cartão Profissional de Construção Espanhol

- Sabores de Chaves

- Curso de Espanhol

### Infraestruturas
A Eurocidade Chaves-Verín, AECT, dispõe de várias instalações, como arquivos, auditórios, bibliotecas, centros culturais, centros de congressos, escolas de arte, espaços multifuncionais, galerias de arte e salas de exposições, museus, parques de exposições, recintos abertos destinados a espetáculos ao vivo e salas de espetáculo, nas quais podem ser realizadas as mais variadas atividades em prol do projeto. Estes espaços estão abertos a qualquer pessoa, com benefícios aos habitantes da Eurocidade. 
Arquivo
- Arquivo Municipal de Chaves

Auditórios
- Auditório da Casa da Cultura de Verín
- Auditório da ADRAT (Chaves)
- Auditório Municipal de Chaves
- Auditório do Centro Cultural de Chaves
- Auditório do Cine-Teatro Bento Martins (Chaves)
- Auditório do Forte de São Fancisco (Chaves)
- Auditório da Escola Profissional de Chaves
- Auditório do Centro de Formação Profissional de Chaves

Bibliotecas
- Biblioteca Pública Municipal do Concello de Verín
- Biblioteca Municipal de Chaves
- Biblioteca do Centro Cultural de Chaves
- Posto de Leitura de Vidago (Chaves)

Centros Culturais
- Centro Cultural de Chaves
- Casa da Cultura de Verín
- Casa da Xuventude de Verín

Centros de Congressos
- Business Center do Hotel Aquae Flaviae (Chaves)
- Centro de Congressos do Vidago Palace Hotel (Chaves)
- Espaço Business do Hotel Casino de Chaves

Escolas de Arte
- Academia de Artes de Chaves
- Academia de Música e Ballet Mozart (Chaves)
- Escola de Música Wagner (Chaves)
- Casa da Música de Verín
- Conservatorio Elemental de Música de Verín
- Escola de Artes e Ofícios de Verín
- Escola de Música  e Danza Tradicional do Concello de Verín

Espaços Multifuncionais
- Sala Multiusos do Centro Cultural de Chaves
- Sala Nadir Afonso (Chaves)
- Sala Polivalente da Biblioteca Municipal de Chaves

Galerias de Arte/Salas de Exposições
- Sala de Exposicións da Casa do Escudo
- Sala de Exposições da Capela do Cabo (Chaves)
- Sala de Exposições das Termas de Chaves
- Sala de Exposições dos Claustros do Forte de São Francisco (Chaves)
- Sala de Exposições do Espaço Polis (Chaves)
- Sala de Exposições do Hospital Distrital de Chaves
- Sala de Exposições da Liga dos Combatentes (Chaves)
- Galeria de Arte Maria Priscila da Casa da Cultura de Vidago (Chaves)
- Galeria de Arte Adega Faustino (Chaves)

Museus
- Museu da Região Flaviense
- Museu de Arte Sacra da Região Flaviense
- Museu Ferroviário de Chaves
- Museu Militar (Chaves)
- Museu dos Bombeiros Voluntários Flavienses de Chaves
- Museu Etnográfico de Mairos (Chaves)
- Museu Etnográfico e Arqueológico de Vilarelho da Raia (Chaves

Parques de Exposições
- Pavillón dos Deportes de Verín
- Pavilhão Expoflávia (Chaves)
- Parque Multiusos (Chaves)
- Pavilhão Gimnodesportivo da Casa do Povo de Vidago (Chaves)
- Pavilhão Gimnodesportivo Municipal (Chaves)

Recintos Abertos
- Praza Garcia Barbón (Verín)
- Anfiteatro dos Aregos (Chaves)
- Anfiteatro do Forte de São Neutel (Chaves)
- Estádio Municipal de Chaves
- Largo General Silveira (Chaves)
- Praça de Camões (Chaves)
- Jardim Público (Chaves)

Salas de Espetáculo
- Sala de Espetáculos do Hotel Casino de Chaves[3]

### Orgãos Administrativos
Composição da Mesa da Assembleia Geral
- Presidente: António Cândido Monteiro Cabeleira
- Secretario: Pablo Manuel Rivera Búa

Membros da Assembleia Geral 2015
- António Cândido Monteiro Cabeleira, Presidente da Câmara Municipal de Chaves - PSD
- Gerardo Seoane Fidalgo, Presidente do Município de Verín - PSG/PSOE
- Carlos Augusto Castanheira Penas, Vice-presidente da Câmara Municipal de Chaves - PSD
- Paulo Francisco Teixeira Alves, Vereador da Câmara Municipal de Chaves - PSD
- João Carlos Alves Neves, Vereador da Câmara Municipal de Chaves - MI
- Diego Lourenzo Moura, Vicepresidente do Município de Verín - BNG
- José Luis Martín, Concejal del Concello de Verín - PSG/PSOE
- Purificación Caldelas, Concejal del Concello de Verín - BNG

Órgão executivo
- Diretor: Gerardo Seoane Fidalgo

Conselho Assessor
- Xunta da Galicia
- Comissão de Coordenação e Desenvolvimento Regional do Norte
- Eixo Atlântico do Noroeste Peninsular
- Deputación de Ourense
- Comunidade Intermunicipal do Alto Tâmega[4]

## Opinião Pública
O projeto Eurocidade Chaves-Verín, AECT, não é o único desta gama de iniciativas que a União Europeia e os diferentes Estados europeus estão a apoiar. Entre Portugal e Espanha temos o exemplo da Eurocidade Valença-Tui, que assinaram o Protocolo de Cooperação em 2012, no entanto, também outros países europeus como é o caso da Suécia, Noruega, França e Espanha fazem parte desta experiência. Entre os demais projetos, a Eurocidade Chaves-Verín, AECT, arrebatou o 1º lugar, no âmbito dos prémios RegioStars 2015 (categoria CityStars), como o melhor projeto da União Europeia que, desde 2008, tem vindo a distinguir os projetos mais inovadores da Europa, co-financiados por fundos europeus. Entre as 143 candidaturas, a região obteve a melhor qualificação em 4 critérios distintos: inovação, impacto, sustentabilidade e colaboração.
Desta forma, a Eurocidade Chaves-Verín é apelidada da primeira zona franca social do continente europeu, com os seus cidadãos a circularem livremente e a usufruírem de serviços públicos como saúde e educação de ambas as regiões, inspirando, assim, uma Europa sem fronteiras.